# Henry Bennet (traductor)
Henry Bennet (fl. 1561), supuestamente de Calais, fue un traductor inglés de literatura protestante.
En 1561, Bennet publicó, en la imprenta de John Awdelay, un volumen de traducciones de reformadores protestantes alemanes y suizos, titulado Una Historia Famosa y Piadosa. El libro está dividido en dos partes, las cuales fueron publicadas juntas.

La primera parte fue dedicada a Thomas Wentworth, II barón Wentworth, con fecha del 18 de noviembre de 1561. Contiene la vida de Martín Lutero escrita por Felipe Melanchthon; la declaración de la doctrina de Lutero ante Carlos I de España y V del Sacro Imperio Romano Germánico en Worms; y la oración de Melanchthon en Wittenberg, dada en lugar de su habitual exposición de la Epístola a los Romanos, tras la noticia del fallecimiento de Lutero. Algunas partes de esta sección fueron adaptadas para El libro de los mártires (1563) por John Foxe.

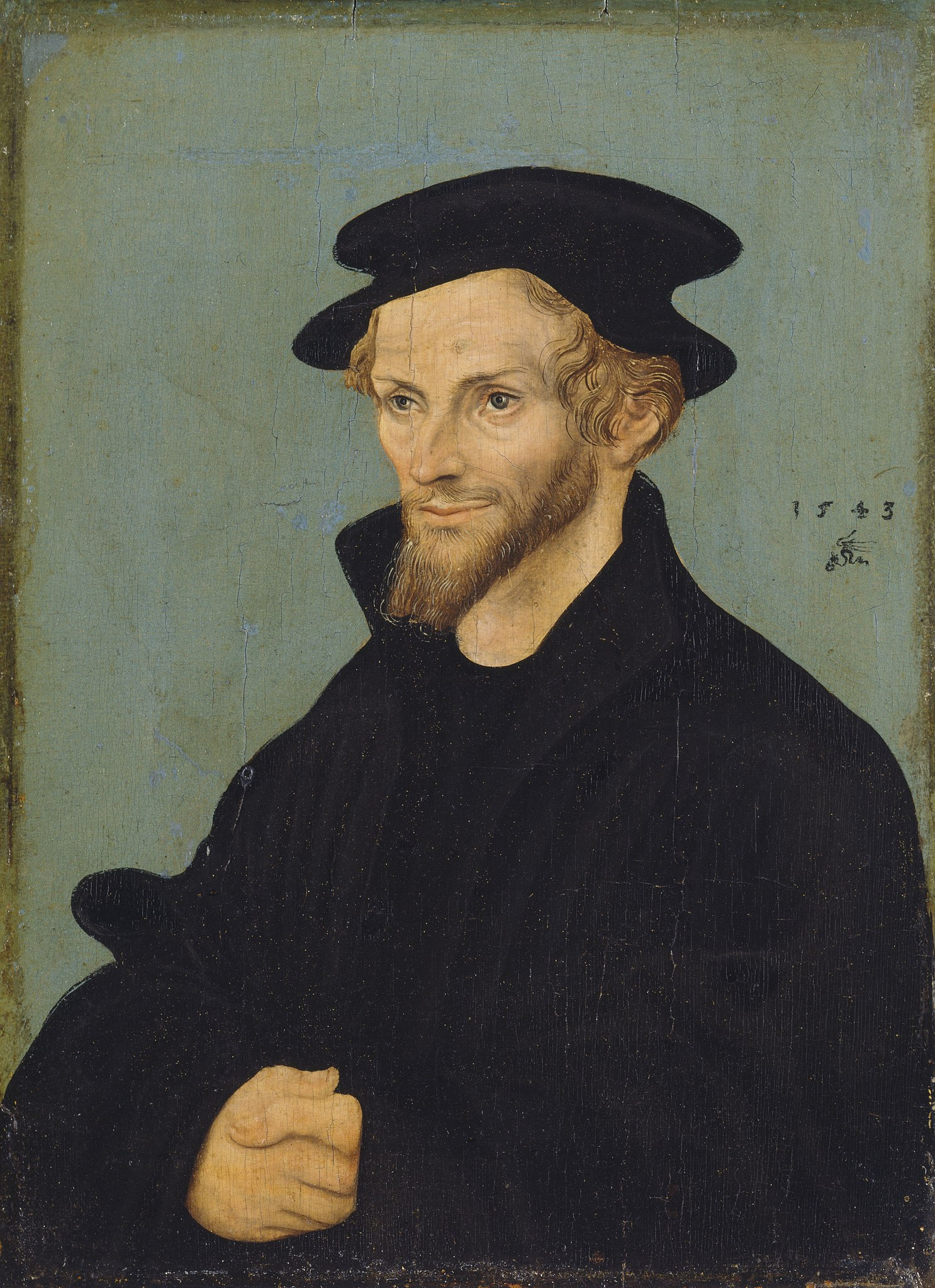
Felipe Melanchthon
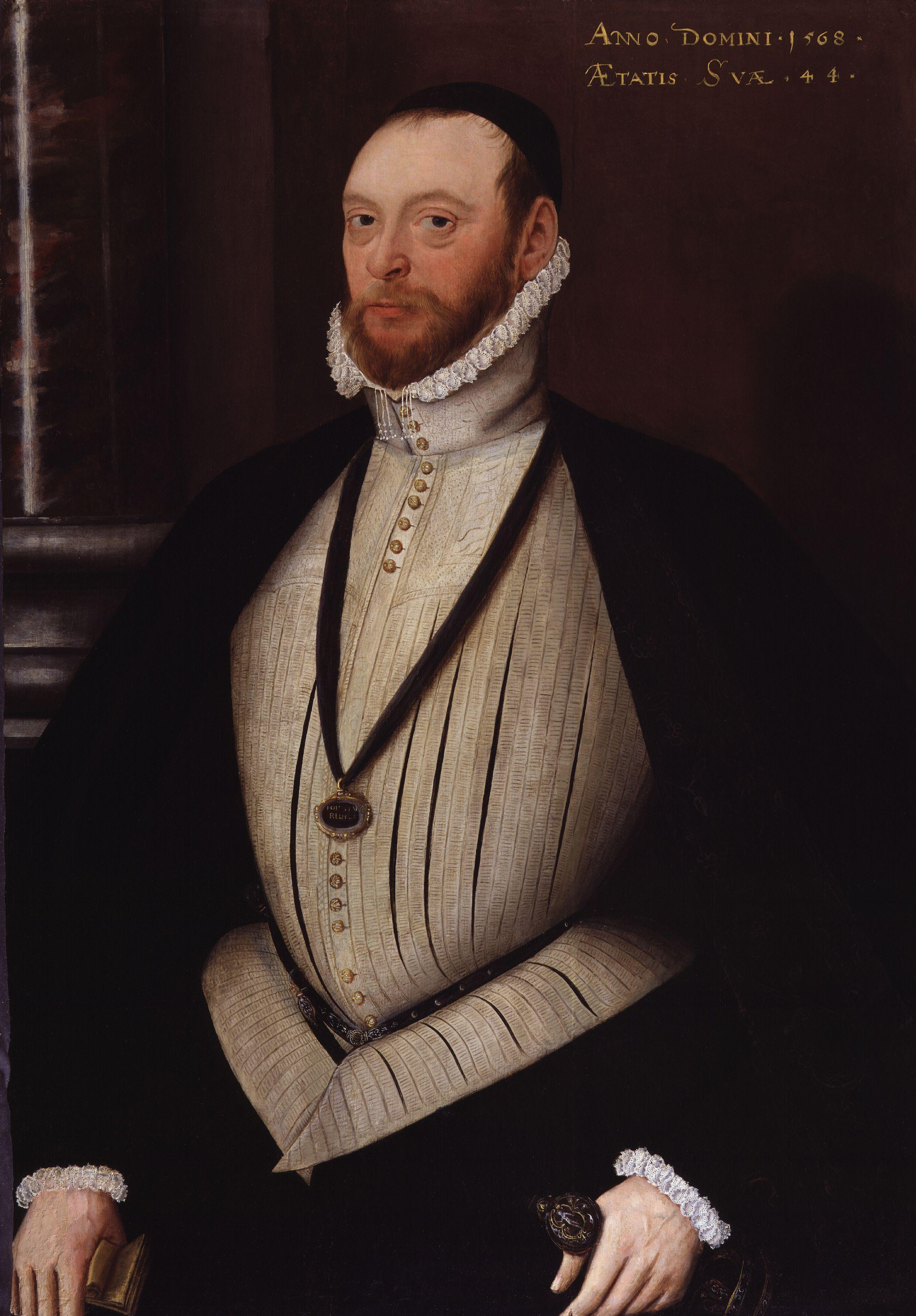
Thomas Wentworth
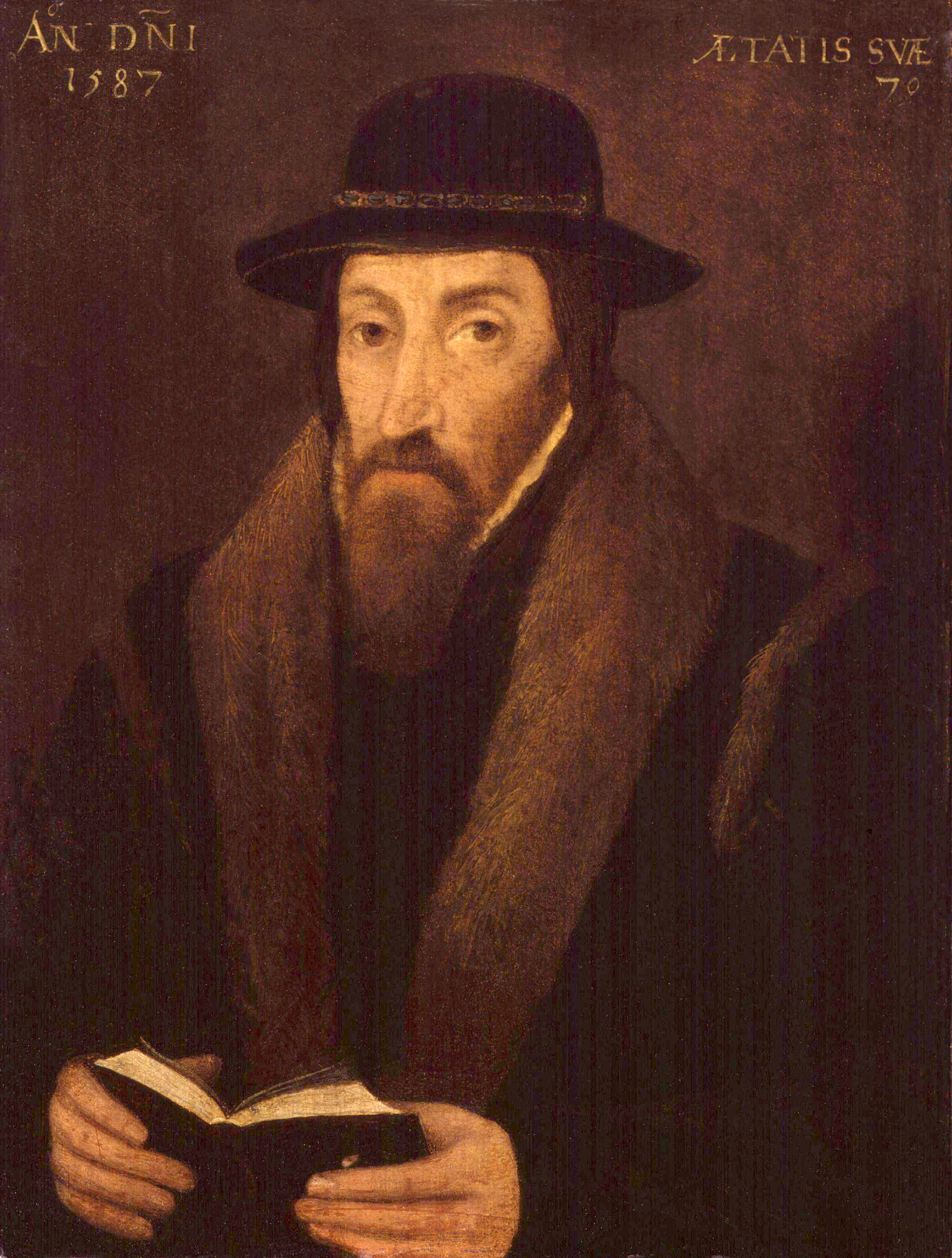
John Foxe

La segunda parte tiene una dedicación similar a James Blount, VI barón de Mountjoy, con fecha del 30 de noviembre de 1561. Consiste en:
- una vida de Juan Œcolampadius por Wolfgang Capito;
- un relato de la muerte de Œcolampadius por Simón Grineo; y
- una vida de Ulrico Zuinglio por Oswald Myconius.

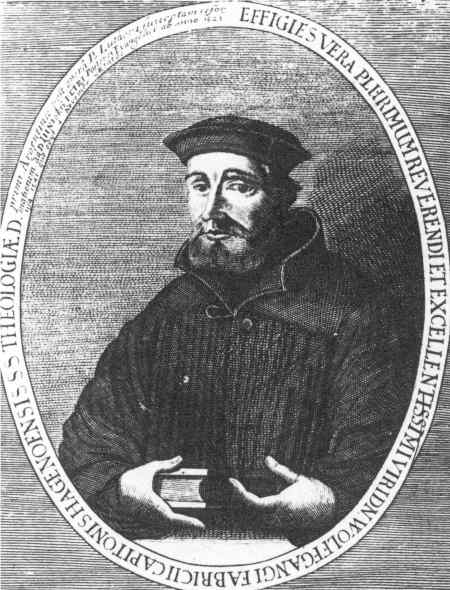
Wolfgang Capito
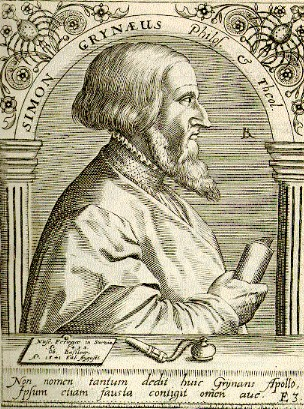
Simón Grineo
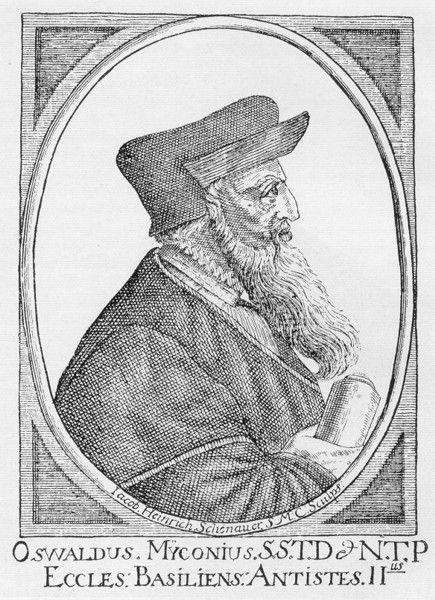
Oswald Myconius
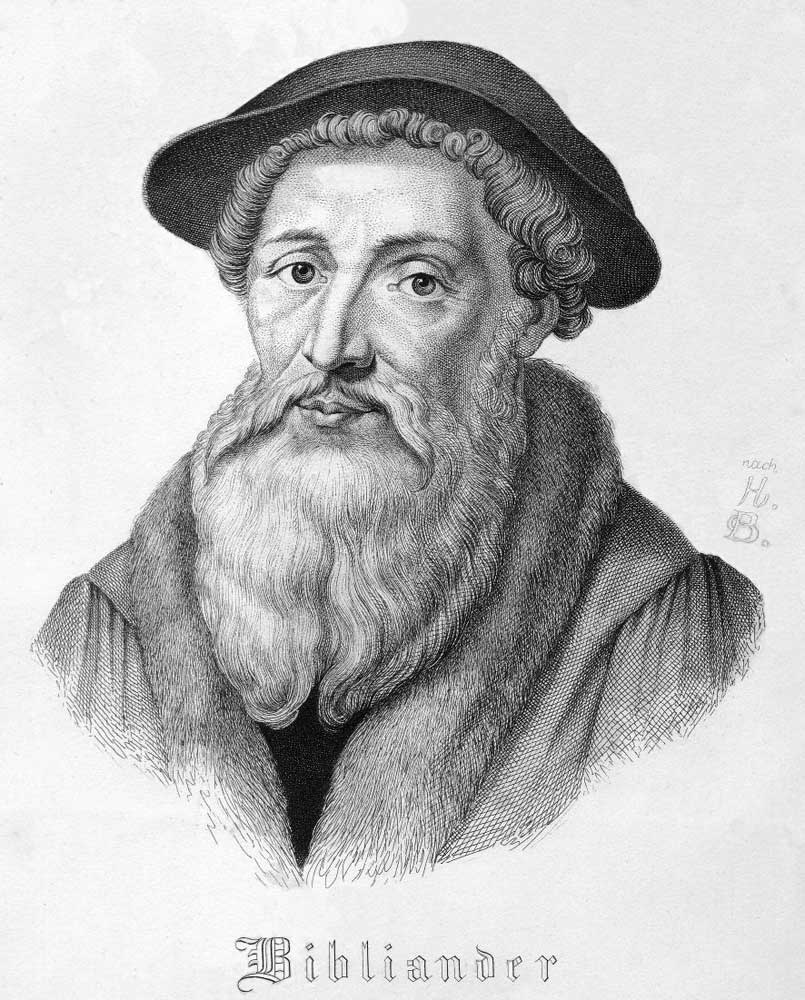
Teodoro Bibilander

Las dos últimas están en forma de cartas. Las traducciones están en inglés idiomático, y las citas de Œcolampadius de Homero y Eurípides están convertidas en versos ingleses. Los autores de la segunda parte fueron reunidos primero por Theodore Bibliander, aunque Bennet probablemente utilizó la compilación anónima francesa: Historia de las vidas y obras de tres excelentes personajes, primeros restauradores del evangelio (1555).